# Ivan Merz
Ivan Merz (16. prosince 1896, Banja Luka – 10. května 1928, Záhřeb) byl chorvatský římskokatolický laik původem z Bosny, propagátor Liturgického hnutí a zakladatel hnutí pro mládež Hrvatski orlovski savez. Katolická církev jej uctívá jako blahoslaveného.

## Život
Narodil se dne 16. prosince 1896 v Banja Luce. Jeho otec Mavro Merz byl německého původu a pocházel z Plzně, matka Terezija Mersch byla židovského původu a narodila se ve Velike Kaniže v Maďarsku. Nastoupil vojenskou službu v rakousko-uherské armádě, kterou dokončil po třech měsících a v roce 1915 začal studovat ve Vídni. Během první světové války byl odveden do armády a bojoval na italské frontě. Po první světové válce se zcela věnoval službě v církvi. V té době složil slib čistoty.
V říjnu roku 1920 odjel do Paříže, kde studoval na Sorbonně a na pařížském katolickém institutu. V roce 1923 získal doktorát na Filosofické fakultě Univerzity v Záhřebu poté, co sepsal disertační prací o vlivu liturgického jazyka na díla francouzských spisovatelů, zejména Renouveau catholique.
Po svém návratu vyučoval francouzštinu a němčinu na Arcidiecézním klasickém gymnáziu v Záhřebu. Ve spolupráci s Ivem Protulipacem založil hnutí Hrvatski orlovski savez. Napsal četné články, eseje a úvahy pro různé časopisy. Stal se jedním z hlavních propagátorů Liturgického hnutí ve své zemi.

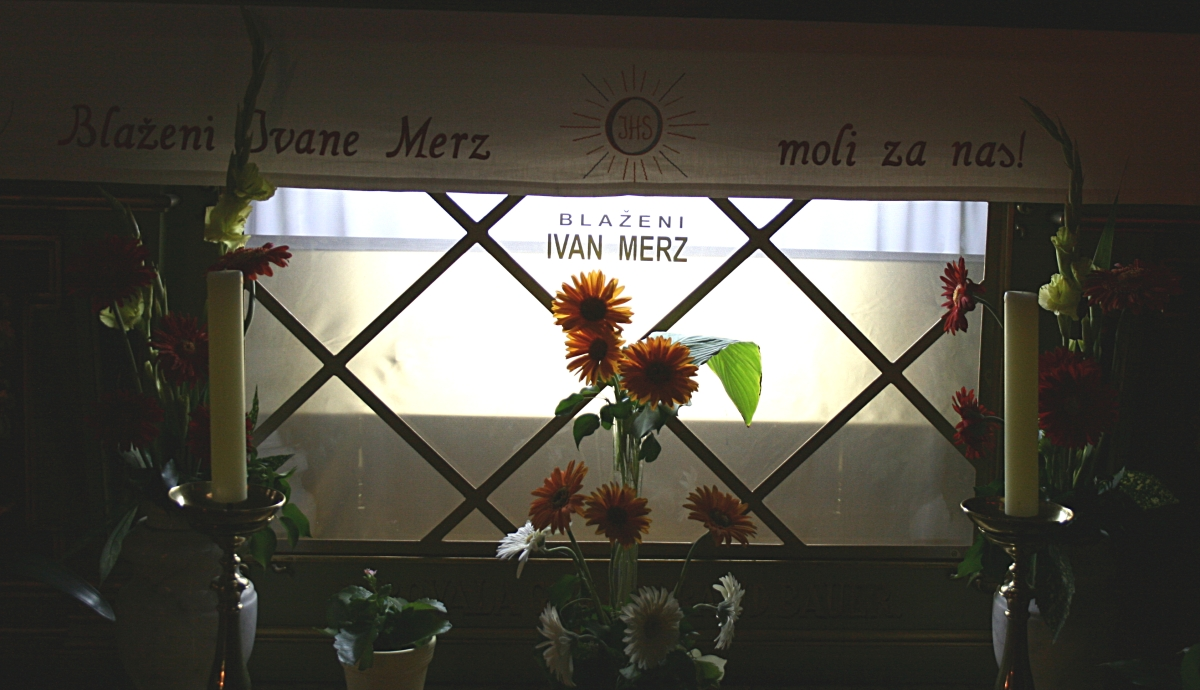
Jeho hrobka v bazilice Nejsvětějšího Srdce Ježíšova v Záhřebu

V posledním roce svého života trpěl zdravotními problémy. Zemřel dne 10. května 1928 v Záhřebu, kde jsou také v bazilice Nejsvětějšího Srdce Ježíšova, kam pravidelně docházel na bohoslužby, uchovávány jeho ostatky. Jeho pohřební obřady vedl biskup Dominik Premuš.

## Úcta
Dne 5. července 2002 jej papež sv. Jan Pavel II. podepsáním dekretu o jeho hrdinských ctnostech prohlásil za ctihodného. Dne 20. prosince 2002 byl uznán zázrak na jeho přímluvu, potřebný pro jeho blahořečení.
Blahořečen pak byl dne 22. června 2003 v Banja Luka papežem sv. Janem Pavlem II.
Jeho památka je připomínána 10. května.